# آرثر جيليغان
آرثر جيليغان (بالإنجليزية: Arthur Gilligan) (و. 1894 – 1976 م) هو لاعب كريكت، وضابط من المملكة المتحدة، والمملكة المتحدة لبريطانيا العظمى وأيرلندا، ولد في Denmark Hill ‏، توفي في Pulborough ‏، عن عمر يناهز 82 عاماً.

## التعليم
تعلم في كلية بمبروك ‏، وتعلم في كلية دولويتش ‏
.

## الخدمة العسكرية
خدم في الجيش البريطاني، وخدم في سلاح الجو الملكي.

## جوائز
حصل على جوائز منها:
لاعب كريكت ويسدن للسنة ‏